# لیگ برتر فوتبال ارمنستان ۱۹–۲۰۱۸
لیگ برتر فوتبال ارمنستان ۱۹–۲۰۱۸ (انگلیسی: 2018–19 Armenian Premier League) بیست و هفتمین فصل از زمان تأسیس آن بود.

## تیم‌ها
فدراسیون فوتبال تصمیم گرفت تعداد شرکت‌کنندگان لیگ برتر ارمنستان در فصل ۱۹–۲۰۱۸ را از ۶ تیم به ۹ تیم افزایش دهد، بدین ترتیب سه تیم از لیگ اول ارمنستان ۲۰۱۷–۲۰۱۸ صعود کردند. آرارات-ارمنستان، نوآ و لوری
| باشگاه          | مکان                     | ورزشگاه                        | گنجایش |
| --------------- | ------------------------ | ------------------------------ | ------ |
| آلاشکرت         | ایروان (ناحیه شنگاویت)   | آلاشکرت                        | ۶٬۸۵۰  |
| آرارات ایروان   | ایروان (شنگاویت)         | ورزشگاه آلاشکرت                | ۶٬۸۵۰  |
| آرارات-آرمنیا   | ایروان (کنترون)          | ورزشگاه جمهوریت وازگن سارگسیان | ۱۴٬۴۰۳ |
| نوآ             | ایروان (شنگاویت)         | ورزشگاه میکا                   | ۷٬۲۵۰  |
| اورارتو         | ایروان (مالاتیا سباستیا) | ورزشگاه بانانتس                | ۴٬۸۶۰  |
| گاندزاسار کاپان | ایروان (آوان)            | ورزشگاه آکادمی فوتبال ایروان1  | ۱٬۴۲۸  |
| لوری            | وانادزور                 | آکادمی فوتبال وانادزور2        | ۱٬۰۰۰  |
| پیونیک          | ایروان (کنترون)          | ورزشگاه جمهوریت وازگن سارگسیان | ۱۴٬۴۰۳ |
| شیراک           | گیومری                   | ورزشگاه شهر گیومری             | ۲٬۸۴۴  |

- 1باشگاه فوتبال گاندزاسار کاپان به دلیل بازسازی ورزشگاه گاندزاسار کاپان، محل همیشگی بازی‌ها، این تیم بازی‌های خانگی خود را در ورزشگاه آکادمی فوتبال ایروان در ایروان برگزار می‌کرد.
- 2باشگاه فوتبال لوری به دلیل بازسازی ورزشگاه همیشگی‌شان لوری در زمین تمرین اصلی آکادمی فوتبال وانادزور ، وانادزور بازی می‌کرد.

### کادر فنی و لباس
| تیم             | مربی | کاپیتان         | تولیدکننده لباس | حامی مالی پیراهن     |
| --------------- | --- | --------------- | --------------- | -------------------- |
| آلاشکرت         | واروژان سوکیاسیان (بازی روز ۱ تا ۸) آرام ووسکانیان (بازی روز ۱۰ تا ۲۷) آبراهام خاشمانیان (بازی روز ۲۸ و به بعد) | آرتور یدیگاریان | جوما            | هواوی، باگرات‌تور     |
| آرارات ایروان   | آرمن استپانیان (بازی روز ۱ تا ۹) آبراهام خاشمانیان (بازی روز ۱۰ تا ۲۶)                                          | رافائل صافاریان | آدیداس          |                      |
| آرارات-آرمنیا   | وادیم اسکریپچنکو (بازی روز ۱ تا ۸) واردان میناسیان (بازی روز ۱۰ و به بعد)                                       | آلبرت خِچومیان   | جوما            | سامول کاراپتیان      |
| نوآ             | رافائل نازاریان (بازی روز ۱ تا ۱۹) سوادا آرزومانیان (بازی روز ۱۹ و به بعد)                                      | گور مکرتومیان   | نایکی           | فروشگاه زنجیره‌ای وگا |
| اورارتو         | آرتور ووسکانیان (بازی روز ۱ تا ۲) ایلشات فایزولین (بازی روز ۳ و به بعد)                                         | استپان قازاریان | آدیداس          |                      |
| گاندزاسار کاپان | آشوت بارسقیان                                                                                                   | آرا خاچاتریان   | آدیداس          | ZCMC                 |
| لوری            | آرمن آدامیان (بازی روز ۱ تا ۱۹) آرتور پتروسیان (بازی روز ۱۹ تا ۳۱) واهه گئورگیان (بازی روز ۳۳ و به بعد)         | گورگِن ماتئوسیان | پوما اس‌ای       | توتوگیمینگ           |
| پیونیک          | آندره‌ی تالالایف (بازی روز ۱ تا ۲۵) الکساندر تارخانوف (بازی روز ۲۸ و به بعد)                                     | کارلن مکردجیان  | آمبرو           | Gold's Gym           |
| شیراک           | وارطان بیچاخچیان                                                                                                | آغوان داوُیان    | آدیداس          |                      |

## جدول لیگ
| رتبه | تیم               | بازی | برد | مساوی | باخت | گل زده | گل خورده | گل تفاضل | امتیاز | صعود یا سقوط                                      |
| ---- | ----------------- | ---- | --- | ----- | ---- | ------ | -------- | -------- | ------ | ------------------------------------------------- |
| ۱    | آرارات-آرمنیا (C) | ۳۲   | ۱۸  | ۷     | ۷    | ۵۳     | ۲۸       | ۲۵+      | ۶۱     | راهیابی به مرحله نهایی لیگ قهرمانان اروپا ۲۰–۲۰۱۹ |
| ۲    | پیونیک            | ۳۲   | ۱۸  | ۶     | ۸    | ۴۶     | ۳۲       | ۱۴+      | ۶۰     | راهیابی به مرحله نهایی لیگ اروپا ۲۰–۲۰۱۹          |
| ۳    | اورارتو           | ۳۲   | ۱۴  | ۱۰    | ۸    | ۴۳     | ۳۵       | ۸+       | ۵۲     | راهیابی به مرحله نهایی لیگ اروپا ۲۰–۲۰۱۹          |
| ۴    | آلاشکرت           | ۳۲   | ۱۵  | ۶     | ۱۱   | ۳۷     | ۲۷       | ۱۰+      | ۵۱     | راهیابی به مرحله نهایی لیگ اروپا ۲۰–۲۰۱۹          |
| ۵    | لوری              | ۳۲   | ۱۱  | ۱۱    | ۱۰   | ۴۲     | ۴۰       | ۲+       | ۴۴     |                                                   |
| ۶    | گاندزاسار کاپان   | ۳۲   | ۱۰  | ۸     | ۱۴   | ۳۸     | ۳۳       | ۵+       | ۳۸     |                                                   |
| ۷    | شیراک             | ۳۲   | ۷   | ۱۵    | ۱۰   | ۲۶     | ۳۰       | ۴−       | ۳۶     |                                                   |
| ۸    | نوآ               | ۳۲   | ۶   | ۱۰    | ۱۶   | ۲۵     | ۴۹       | ۲۴−      | ۲۸     |                                                   |
| ۹    | آرارات ایروان     | ۳۲   | ۵   | ۷     | ۲۰   | ۲۴     | ۶۰       | ۳۶−      | ۲۲     |                                                   |

1. ↑  آلاشکرت واجد شرایط برای لیگ اروپا ۲۰–۲۰۱۹ با برنده شدن 2018–19 Armenian Cup.

### موقعیت‌ها پر ی
| تیم ╲ دور       | 1             | 2 | 3 | 4 | 5 | 6 | 7 | 8 | 9 | 10 | 11 | 12 | 13 | 14 | 15 | 16 | 17 | 18 | 19 | 20 | 21 | 22 | 23 | 24 | 25 | 26 | 27 | 28 | 29 | 30 | 31 | 32 |   |
| --------------- | ------------- | - | - | - | - | - | - | - | - | -- | -- | -- | -- | -- | -- | -- | -- | -- | -- | -- | -- | -- | -- | -- | -- | -- | -- | -- | -- | -- | -- | -- | - |
| تیم ╲ دور       | آرارات-آرمنیا | ۱ | ۱ | ۷ | ۷ | ۴ | ۳ | ۴ | ۵ | ۵  | ۵  | ۵  | ۵  | ۵  | ۵  | ۵  | ۵  | ۴  | ۴  | ۲  | ۲  | ۱  | ۲  | ۱  | ۱  | ۱  | ۱  | ۲  | ۳  | ۲  | ۲  | ۱  | ۱ |
| پیونیک          | ۷             | ۳ | ۱ | ۱ | ۱ | ۲ | ۳ | ۳ | ۱ | ۴  | ۴  | ۴  | ۴  | ۴  | ۲  | ۲  | ۳  | ۳  | ۴  | ۴  | ۳  | ۴  | ۴  | ۳  | ۲  | ۲  | ۱  | ۱  | ۱  | ۱  | ۲  | ۲  |   |
| اورارتو         | ۶             | ۸ | ۹ | ۶ | ۳ | ۵ | ۲ | ۲ | ۳ | ۲  | ۱  | ۱  | ۲  | ۲  | ۳  | ۳  | ۲  | ۲  | ۳  | ۳  | ۴  | ۳  | ۲  | ۲  | ۳  | ۳  | ۳  | ۲  | ۳  | ۳  | ۳  | ۳  |   |
| آلاشکرت         | ۲             | ۴ | ۲ | ۳ | ۵ | ۴ | ۵ | ۴ | ۴ | ۳  | ۲  | ۲  | ۱  | ۱  | ۱  | ۱  | ۱  | ۱  | ۱  | ۱  | ۲  | ۱  | ۳  | ۴  | ۴  | ۴  | ۴  | ۴  | ۴  | ۴  | ۴  | ۴  |   |
| لوری            | ۹             | ۹ | ۶ | ۲ | ۲ | ۱ | ۱ | ۱ | ۲ | ۱  | ۳  | ۳  | ۳  | ۳  | ۴  | ۴  | ۵  | ۵  | ۵  | ۵  | ۵  | ۵  | ۵  | ۵  | ۵  | ۵  | ۵  | ۵  | ۵  | ۵  | ۵  | ۵  |   |
| گاندزاسار کاپان | ۳             | ۶ | ۵ | ۵ | ۶ | ۶ | ۶ | ۶ | ۶ | ۶  | ۷  | ۷  | ۸  | ۷  | ۷  | ۷  | ۷  | ۷  | ۷  | ۷  | ۷  | ۷  | ۷  | ۷  | ۷  | ۷  | ۷  | ۷  | ۷  | ۷  | ۷  | ۶  |   |
| شیراک           | ۵             | ۷ | ۸ | ۹ | ۹ | ۷ | ۹ | ۷ | ۷ | ۷  | ۶  | ۶  | ۶  | ۶  | ۶  | ۶  | ۶  | ۶  | ۶  | ۶  | ۶  | ۶  | ۶  | ۶  | ۶  | ۶  | ۶  | ۶  | ۶  | ۶  | ۶  | ۷  |   |
| نوآ             | ۴             | ۲ | ۳ | ۸ | ۸ | ۹ | ۷ | ۸ | ۸ | ۸  | ۸  | ۸  | ۷  | ۸  | ۸  | ۸  | ۹  | ۹  | ۸  | ۹  | ۸  | ۸  | ۸  | ۸  | ۸  | ۸  | ۸  | ۸  | ۸  | ۸  | ۸  | ۸  |   |
| آرارات ایروان   | ۸             | ۵ | ۴ | ۴ | ۷ | ۸ | ۸ | ۹ | ۹ | ۹  | ۹  | ۹  | ۹  | ۹  | ۹  | ۹  | ۸  | ۸  | ۹  | ۸  | ۹  | ۹  | ۹  | ۹  | ۹  | ۹  | ۹  | ۹  | ۹  | ۹  | ۹  | ۹  |   |

1. ↑  آلاشکرت واجد شرایط برای لیگ اروپا ۲۰–۲۰۱۹ با برنده شدن 2018–19 Armenian Cup.

## نتایج

### بخش نخست فصل
| میزبان \ میهمان | ALA | ARA | AAR | ART | BAN | GAN | LOR | PYU | SHI |
| --------------- | --- | --- | --- | --- | --- | --- | --- | --- | --- |
| آلاشکرت         | —   | ۲–۱ | ۱–۳ | ۶–۰ | ۱–۰ | ۱–۰ | ۲–۱ | ۱–۲ | ۱–۰ |
| آرارات ایروان   | ۰–۱ | —   | ۰–۱ | ۰–۰ | ۲–۴ | ۰–۲ | ۲–۲ | ۱–۳ | ۰–۰ |
| آرارات-آرمنیا   | ۰–۱ | ۱–۲ | —   | ۳–۱ | ۱–۳ | ۰–۰ | ۰–۰ | ۰–۰ | ۳–۱ |
| نوآ             | ۰–۰ | ۱–۱ | ۱–۱ | —   | ۱–۰ | ۲–۲ | ۲–۳ | ۰–۰ | ۰–۱ |
| اورارتو         | ۱–۰ | ۳–۱ | ۰–۳ | ۲–۱ | —   | ۱–۰ | ۱–۳ | ۴–۲ | ۰–۰ |
| گاندزاسار کاپان | ۰–۱ | ۴–۰ | ۰–۰ | ۰–۲ | ۳–۰ | —   | ۲–۰ | ۱–۲ | ۱–۱ |
| لوری            | ۱–۱ | ۱–۰ | ۰–۲ | ۳–۲ | ۱–۳ | ۳–۰ | —   | ۰–۱ | ۳–۱ |
| پیونیک          | ۰–۱ | ۰–۱ | ۳–۱ | ۲–۰ | ۲–۰ | ۰–۱ | ۰–۳ | —   | ۱–۱ |
| شیراک           | ۰–۰ | ۱–۰ | ۱–۰ | ۳–۰ | ۰–۰ | ۲–۰ | ۱–۱ | ۱–۲ | —   |

### بخش دوم فصل
| میزبان \ میهمان | ALA | ARA | AAR | ART | BAN | GAN | LOR | PYU | SHI |
| --------------- | --- | --- | --- | --- | --- | --- | --- | --- | --- |
| آلاشکرت         | —   | ۲–۰ | ۰–۱ | ۱–۰ | ۱–۱ | ۲–۰ | ۰–۱ | ۱–۲ | ۱–۰ |
| آرارات ایروان   | ۱–۰ | —   | ۲–۶ | ۲–۱ | ۰–۱ | ۱–۷ | ۱–۰ | ۱–۲ | ۰–۲ |
| آرارات-آرمنیا   | ۲–۱ | ۴–۱ | —   | ۲–۰ | ۱–۱ | ۲–۰ | ۳–۰ | ۱–۴ | ۲–۲ |
| نوآ             | ۱–۱ | ۰–۰ | ۱–۳ | —   | ۱–۱ | ۲–۰ | ۲–۱ | ۰–۳ | ۳–۲ |
| اورارتو         | ۲–۰ | ۱–۱ | ۰–۱ | ۳–۰ | —   | ۰–۵ | ۰–۰ | ۱–۱ | ۴–۰ |
| گاندزاسار کاپان | ۲–۴ | ۱–۰ | ۲–۱ | ۰–۱ | ۱–۲ | —   | ۱–۱ | ۰–۱ | ۰–۰ |
| لوری            | ۳–۲ | ۲–۲ | ۰–۱ | ۲–۰ | ۱–۳ | ۰–۰ | —   | ۲–۲ | ۲–۲ |
| پیونیک          | ۱–۰ | ۲–۱ | ۰–۳ | ۱–۰ | ۱–۱ | ۱–۳ | ۱–۲ | —   | ۲–۰ |
| شیراک           | ۱–۱ | ۳–۰ | ۰–۱ | ۰–۰ | ۰–۰ | ۰–۰ | ۰–۰ | ۰–۲ | —   |

### برترین گلزنان
تا تاریخ  ۳۰ مه ۲۰۱۹ مسابقه انجام شد
| رتبه | بازیکن           | باشگاه          | گل‌ها |
| ---- | ---------------- | --------------- | ---- |
| ۱    | ژونل دزیره       | لوری            | ۱۷   |
| ۲    | آنتون کوبیالکو   | آرارات-آرمنیا   | ۱۵   |
| ۳    | ایوایلو دیمیتروف | آرارات-آرمنیا   | ۱۰   |
| ۴    | پتروس آوتیسیان   | آرارات-آرمنیا   | ۸    |
| ۴    | اریک وارطانیان   | پیونیک          | ۸    |
| ۴    | گغام هاروتیونیان | گاندزاسار کاپان | ۸    |
| ۷    | میهران ماناسیان  | گاندزاسار کاپان | ۷    |
| ۷    | عیسی آلی‌یو       | لوری            | ۷    |
| ۹    | ساندی اینگبده    | لوری            | ۶    |
| ۹    | اوروش ننادوویچ   | آلاشکرت         | ۶    |
| ۹    | محمد کوناته      | پیونیک          | ۶    |